# Lycianthes villosula
Lycianthes villosula är en potatisväxtart som beskrevs av Friedrich August Georg Bitter. Lycianthes villosula ingår i Himmelsögonsläktet som ingår i familjen potatisväxter. Inga underarter finns listade i Catalogue of Life.